# Storenomorpha yizhang
Storenomorpha yizhang là một loài nhện trong họ Zodariidae.
Loài này thuộc chi Storenomorpha. Storenomorpha yizhang được Chang-Min Yin & Y. H. Bao miêu tả năm 2008.